# Coelocraera mirifica
Coelocraera mirifica är en skalbaggsart som beskrevs av Desbordes 1922. Coelocraera mirifica ingår i släktet Coelocraera och familjen stumpbaggar.

## Underarter
Arten delas in i följande underarter:
- C. m. australis
- C. m. mirifica